# Dropull i Sipërm
Dropull i Sipërm is een plaats en voormalige gemeente in de stad (bashkia) Dropull in de prefectuur Gjirokastër in Albanië. Sinds de gemeentelijke herindeling van 2015 doet Dropull i Sipërm dienst als deelgemeente en is het een bestuurseenheid zonder verdere bestuurlijke bevoegdheden. De plaats telde bij de census van 2011 971 inwoners.

## Bevolking
Volgens de volkstelling van 2011 telde de (voormalige) gemeente Dropull i Sipërm 971 inwoners. Dat is een dramatische daling vergeleken met 8.830 inwoners op 1 april 2001. De bevolking bestaat hoofdzakelijk uit etnische Grieken (84,24 procent), gevolgd door een kleinere aantallen van Albanezen (5,87 procent), Aroemenen en Roma.
De bevolking van Dropull i Sipërm is sterk vergrijsd. Van de 971 inwoners waren er 58 tussen de 0 en 14 jaar oud, 518 inwoners waren tussen de 15 en 64 jaar oud en 395 inwoners waren 65 jaar of ouder.

#### Religie
Het christendom, met name de Albanees-Orthodoxe Kerk, heeft de grootste aanhang onder de inwoners van Dropull i Sipërm.
| Religieuze samenstelling in de plaats (bashki) Dropull i Sipërm | Religieuze samenstelling in de plaats (bashki) Dropull i Sipërm | Religieuze samenstelling in de plaats (bashki) Dropull i Sipërm | Religieuze samenstelling in de plaats (bashki) Dropull i Sipërm | Religieuze samenstelling in de plaats (bashki) Dropull i Sipërm | Religieuze samenstelling in de plaats (bashki) Dropull i Sipërm |
| Deelgemeente                                                    | Aantal inwoners (census 2011)                                   | Islam (%)                                                       | Katholieke Kerk in Albanië (%)                                  | Albanees-Orthodoxe Kerk (%)                                     | Bektashi (%)                                                    |
| --------------------------------------------------------------- | --------------------------------------------------------------- | --------------------------------------------------------------- | --------------------------------------------------------------- | --------------------------------------------------------------- | --------------------------------------------------------------- |
| Dropull i Sipërm                                                | 971                                                             | 0,37                                                            | 3,81                                                            | 81,87                                                           | 0,31                                                            |